# Láska bez lítosti
Láska bez lítosti (v originále Un monde sans pitié) je francouzský hraný film z roku 1989, který režíroval Éric Rochant podle vlastního scénáře. Snímek měl světovou premiéru na filmovém festivalu v Benátkách.

## Děj
Rozčarovaný třicátník Hippo vidí, jak pozvolna mizí ideály května 1968. Žije ze dne na den. Dohlíží na svého mladšího bratra Xaviera, středoškolského studenta, který ho podporuje obchodováním s konopím, a vnáší do jeho života vzrušení tím, že zve své přátele na večírky do jejich velkého pařížského bytu. Hippo se zamiluje do Nathalie Rozen, studentky na École normale supérieure.

## Obsazení
| Hippolyte Girardot | Hippo        |
| Mireille Perrier   | Nathalie     |
| Yvan Attal         | Halpern      |
| Jean-Marie Rollin  | Xavier       |
| Hervé Falloux      | Denis        |
| Cécile Mazan       | Francine     |
| Patrick Blondel    | J.F., barman |
| Anne Kessler       | Adeline      |
| Aline Still        | matka        |
| Paul Pavel         | otec         |

## Ocenění
- Cena Louise Delluca
- César: nejlepší filmový debut (Éric Rochant), nejslibnější herec (Yvan Attal), nominace v kategoriích nejlepší film, nejlepší herec (Hippolyte Girardot), nejslibnější herečka (Mireille Perrier), nejlepší původní scénář nebo adaptace (Éric Rochant), nejlepší filmová hudba (Gérard Torikian)
- Cena Michela Simona pro Yvana Attala
- Cena FIPRESCI na filmovém festivalu v Benátkách